# Timo Glock

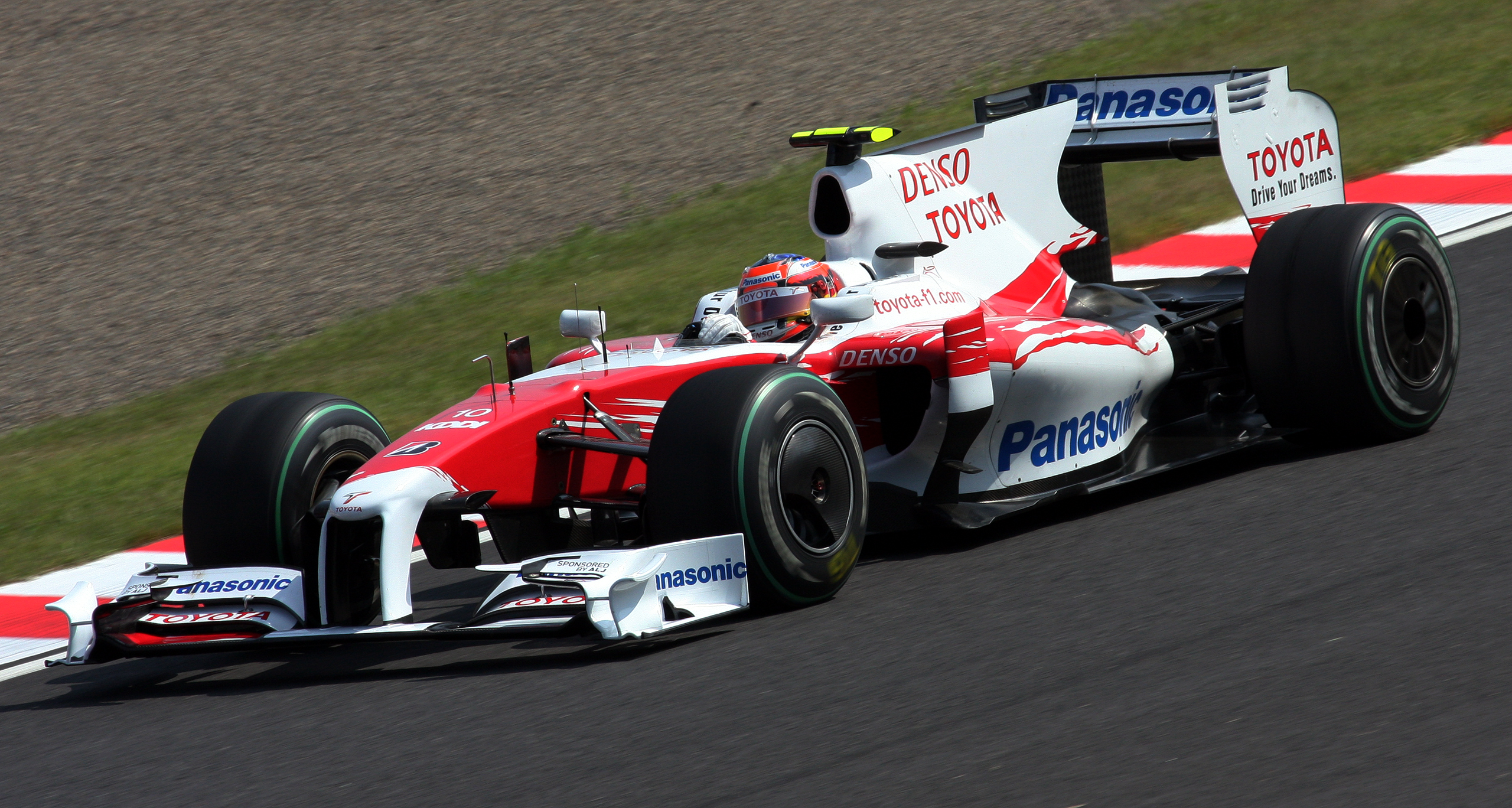
Glock podczas trzeciego treningu do Grand Prix Japonii 2009

Timo Glock (ur. 18 marca 1982 w Lindenfels) – niemiecki kierowca wyścigowy.

## Życiorys

### 2004
W sezonie 2004 występował w Formule 1 jako kierowca testowy w zespole Jordan Grand Prix. 13 czerwca zadebiutował jako kierowca wyścigowy w GP Kanady w miejsce chorego Giorgio Pantano. Zajął siódme miejsce i dołączył tym samym do grona nielicznych kierowców, którzy w swoim debiucie wywalczyli punkty. Dostał również szanse w trzech ostatnich wyścigach w Chinach, Japonii i Brazylii. We wszystkich trzech wyścigach zajmował 15. miejsca.

### 2005
Po rozpadzie zespołu Jordan w 2005 roku ścigał się w Amerykańskiej serii Champ Car dla stajni Rocketsports Racing. Zajął ósme miejsce w klasyfikacji generalnej, co nie było spektakularnym sukcesem.

### 2006
Kolejny sezon spędził w serii GP2, ścigając się dla brytyjskiej ekipy iSport International. Brał jednak udział w wyścigach w drugiej części sezonu, gdyż wcześniej ustępował miejsca Tristanowi Gommendy`emu. Nie przeszkodziło mu to w zwycięstwie w dwóch wyścigach i zajęciu 4. miejsca w klasyfikacji generalnej. W listopadzie rozpoczął testowanie bolidów Formuły 1 dla zespołu BMW Sauber.

### 2007
Timo ponownie zasiadł za sterami bolidu GP2 ekipy iSport International, zdobywając mistrzostwo serii. Nadal miał ważny kontrakt z BMW Sauber, dla którego był pierwszym kierowcą testowym. 

### Powrót do Formuły 1 (2008)
Po udanym sezonie 2007 Glock został zatrudniony przez zespół Toyota. Jego partnerem w sezonie 2008 został Jarno Trulli.
16 marca w Grand Prix Australii nie ukończył wyścigu. Powodem był wypadek na 43 okrążeniu na zakręcie numer 12. Glock pojechał za daleko na pobocze, potem jego bolid kilka razy odbijał się po torze, wykonał kilka piruetów i uderzył w ścianę. Wprowadzono samochód bezpieczeństwa na tor. Niemiec startował z 19 pozycji. Obniżono mu pozycję o 5 miejsc za wymianę skrzyni biegów i drugie 5 za blokowanie Marka Webbera podczas kwalifikacji.
23 marca w Grand Prix Malezji na 2 okrążeniu musiał zrezygnować z dalszego wyścigu po kolizji z Nico Rosbergiem.
6 kwietnia w Grand Prix Bahrajnu zajął 9 pozycję. Startował z 13 pozycji.
27 kwietnia w Grand Prix Hiszpanii zajął 11 pozycję. Startował z 14 pozycji.
11 maja w Grand Prix Turcji zajął 13 pozycję. Startował z 15 pozycji.
25 maja w Grand Prix Monako zajął 12 pozycję. Startował z 11 pozycji.
8 czerwca w Grand Prix Kanady zajął 4 pozycję zdobywając pierwsze 5 punktów w sezonie. Startował z 11 pozycji.
22 czerwca w Grand Prix Francji zajął 11 pozycję. Startował z 10 pozycji.
6 lipca w Grand Prix Wielkiej Brytanii zajął 12 pozycję, tę samą z której startował.
20 lipca w Grand Prix Niemiec Glock zakończył udział w wyścigu na betonowej barierze na 30 okrążeniu, tuż przed prostą startową. Powodem był wypadek, na skutek uszkodzonego tylnego zawieszenia. Startował z 11 pozycji.
3 sierpnia podczas Grand Prix Węgier, Glock zajął 2. miejsce w wyścigu, tuż za Heikki Kovalainenem. Startował z 5 pozycji.
24 sierpnia podczas Grand Prix Europy startując z 13 pozycji, wyścig zakończył na 7, zdobywając kolejne 2 punkty.
7 września podczas Grand Prix Belgii dojeżdżając na 8 pozycji stracił ją na rzecz Marka Webbera dostając karę 25 sekund za wyprzedzenie go w strefie żółtej flagi. Spadł na 9 pozycję. Startował z 13 pozycji.
14 września do Grand Prix Włoch wystartował z 9 pozycji dojeżdżając na metę jako 11.
28 września podczas Grand Prix Singapuru w swoim pierwszym nocnym wyścigu po raz kolejny zakwalifikował się do Q3 wywalczając 8 pozycję startową dojechał w wyścigu na dobrej 4 pozycji.
12 października podczas Grand Prix Japonii w Q1 uzyskał najlepszy czas, ale ostatecznie wywalczył 8 pozycję startową. Wyścigu nie ukończył z powodu problemów technicznych.
17 października w Grand Prix Chin zakwalifikował się na 13 miejscu. Wyścig ukończył na punktowanej 7 pozycji.
2 listopada wystartował do Grand Prix Brazylii z 10 miejsca. W wyścigu doszło jednak do nieprzyjemnej sytuacji dla Niemca, przez co był wrogiem numer jeden w Brazylii. Zaczęło się od tego, kiedy postanowił zaryzykować pozostaniem na torze na gładkich oponach w ciągle pogarszających się warunkach. Na okrążenie przed metą znajdował się wówczas na czwartej pozycji, dzięki czemu Felipe Massa miał zagwarantowany tytuł. Jednak na ostatnim okrążeniu został wyprzedzony przez Sebastiana Vettela i Lewisa Hamiltona będących na deszczowym ogumieniu. Dzięki temu to Hamilton, a nie Massa został mistrzem świata. Glock ukończył wyścig na 6 miejscu kilka sekund za Brytyjczykiem.
Ostatecznie Niemiec ukończył sezon na 10 miejscu w klasyfikacji generalnej z dorobkiem 25 punktów.

### 2009
W sezonie 2009 ponownie reprezentował barwy japońskiego zespołu. 3 października, podczas sesji kwalifikacyjnej przed Grand Prix Japonii, Glock wypadł z ostatniego zakrętu toru Suzuka, uderzając z dużą siłą w bariery ochronne. Badania przeprowadzone w szpitalu w Yokkaichi bezpośrednio po wypadku nie wykazały poważnych obrażeń u kierowcy, jednak ze względów bezpieczeństwa nie wystartował on w wyścigu. Na tydzień przed Grand Prix Brazylii Toyota ogłosiła, iż Glock nie weźmie udziału również w kolejnym wyścigu, gdzie zostanie zastąpiony przez dotychczasowego kierowcę testowego zespołu, Kamui Kobayashiego. Przyczyną tej decyzji były badania przeprowadzone w Niemczech, które wykazały u Glocka uszkodzenie kręgu. Przed finałowym Grand Prix sezonu w Abu Zabi jego stan zdrowia nie uległ wystarczającej poprawie, przez co zespół ponownie zdecydował o zastąpieniu go przez Kobayashiego.

### 2010

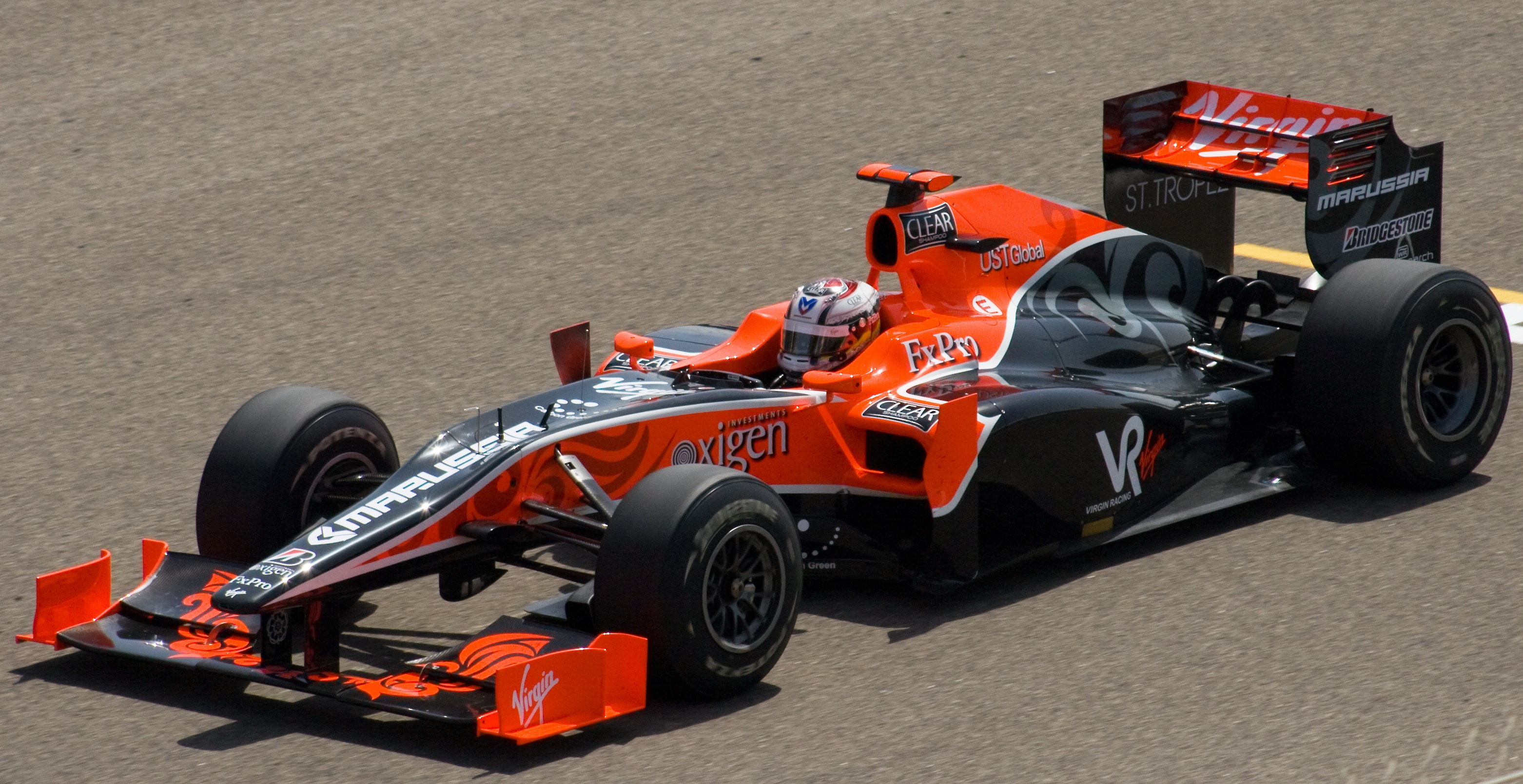
Niemiec podczas treningu przed GP Bahrajnu 2010

17 października 2009 ogłoszone zostało podpisanie umowy Timo Glocka z zespołem Virgin Racing na starty w sezonie 2010. Pierwsze trzy wyścigi tego sezonu były dla zawodnika pechowe. 14 marca przystąpił do wyścigu o GP Bahrajnu, lecz na 16 okrążeniu w jego bolidzie awarii uległa skrzynia biegów.

## Wyniki

### Formuła 1
| Legenda oznaczeń w tabelach wyników Wyświetl szablon na nowej stronie | Legenda oznaczeń w tabelach wyników Wyświetl szablon na nowej stronie                                                                     |
| Oznaczenie                                                            | Wyjaśnienie |
| --------------------------------------------------------------------- | --- |
| Złoty                                                                 | Zwycięzca lub mistrzostwo |
| Srebrny                                                               | 2. miejsce lub wicemistrzostwo |
| Brązowy                                                               | 3. miejsce lub II wicemistrzostwo |
| Zielony                                                               | Ukończył, punktował (w klasyfikacji generalnej, gdy zdobył co najmniej jeden punkt na przestrzeni sezonu, poza trzema powyższymi opcjami) |
| Niebieski                                                             | Ukończył, nie punktował (w klasyfikacji generalnej, gdy nie zdobył co najmniej jednego punktu na przestrzeni sezonu)                      |
| Czerwony                                                              | Nie zakwalifikował się (NZ) |
| Czerwony                                                              | Nie prekwalifikował się (NPK) |
| Różowy                                                                | Nie ukończył (NU) |
| Różowy                                                                | Niesklasyfikowany (NS) (w klasyfikacji generalnej, gdy nie został sklasyfikowany w żadnym wyścigu sezonu)                                 |
| Czarny                                                                | Zdyskwalifikowany (DK) |
| Czarny                                                                | Wykluczony (WYK/EX) |
| Biały                                                                 | Nie wystartował (NW) |
| Biały                                                                 | Kontuzjowany (K/INJ) |
| Biały                                                                 | Wyścig odwołany (OD/C) |
| Bez koloru                                                            | Został wycofany (WYC/WD) |
| Bez koloru                                                            | Nie przybył (NP/DNA) |
| Bez koloru                                                            | Nie brał udziału w treningach (NT/DNP) |
| Bez koloru                                                            | Nie został zgłoszony (–) |
| Pogrubienie                                                           | Start z pole position |
| Kursywa                                                               | Najszybsze okrążenie wyścigu |
| †                                                                     | Nie ukończył, ale jego rezultat został zaliczony ze względu na przejechanie więcej niż 90% dystansu wyścigu.                              |
| *                                                                     | Sezon w trakcie |
| 1/2/3                                                                 | Punktowana pozycja w sprincie kwalifikacyjnym                                                                                             |
| Lista systemów punktacji Formuły 1                                    | |

| Sezon | Zespół                  | Samochód                               | Pozycje startowe / w wyścigach | Pozycje startowe / w wyścigach | Pozycje startowe / w wyścigach | Pozycje startowe / w wyścigach | Pozycje startowe / w wyścigach | Pozycje startowe / w wyścigach | Pozycje startowe / w wyścigach | Pozycje startowe / w wyścigach | Pozycje startowe / w wyścigach | Pozycje startowe / w wyścigach | Pozycje startowe / w wyścigach | Pozycje startowe / w wyścigach | Pozycje startowe / w wyścigach | Pozycje startowe / w wyścigach | Pozycje startowe / w wyścigach | Pozycje startowe / w wyścigach | Pozycje startowe / w wyścigach | Pozycje startowe / w wyścigach | Pozycje startowe / w wyścigach | Pozycje startowe / w wyścigach | Pozycje startowe / w wyścigach |
| Sezon | Zespół                  | Silnik                                 | 1                              | 2                              | 3                              | 4                              | 5                              | 6                              | 7                              | 8                              | 9                              | 10                             | 11                             | 12                             | 13                             | 14                             | 15                             | 16                             | 17                             | 18                             | 19                             | 20                             | 21                             |
| 2004  |                         |                                        | Australia                      | Malezja                        | Bahrajn                        | San Marino                     | Hiszpania                      | Monako                         | Unia Europejska                | Kanada                         | Stany Zjednoczone              | Francja                        | Wielka Brytania                | Niemcy                         | Węgry                          | Belgia                         | Włochy                         |                                | Japonia                        | Brazylia                       |                                |                                |                                |
| ----- | ----------------------- | -------------------------------------- | ------------------------------ | ------------------------------ | ------------------------------ | ------------------------------ | ------------------------------ | ------------------------------ | ------------------------------ | ------------------------------ | ------------------------------ | ------------------------------ | ------------------------------ | ------------------------------ | ------------------------------ | ------------------------------ | ------------------------------ | ------------------------------ | ------------------------------ | ------------------------------ | ------------------------------ | ------------------------------ | ------------------------------ |
| 2004  | Jordan Grand Prix       | Jordan Grand Prix Ford RS2 3.0 V10     | -                              | -                              | -                              | -                              | -                              | -                              | -                              | 16                             | -                              | -                              | -                              | -                              | -                              | -                              | -                              | 17                             | 17                             | 18                             |                                |                                |                                |
| 2004  | Jordan Grand Prix       | Ford RS2 3.0 V10                       | -                              | -                              | -                              | -                              | -                              | -                              | -                              | 7                              | -                              | -                              | -                              | -                              | -                              | -                              | -                              | 15                             | 15                             | 15                             |                                |                                |                                |
| 2008  |                         |                                        | Australia                      | Malezja                        | Bahrajn                        | Hiszpania                      | Turcja                         | Monako                         | Kanada                         | Francja                        | Wielka Brytania                | Niemcy                         | Węgry                          | Unia Europejska                | Belgia                         | Włochy                         | Singapur                       | Japonia                        |                                | Brazylia                       |                                |                                |                                |
| 2008  | Panasonic Toyota Racing | Panasonic Toyota Racing RVX-08 2.4 V8  | 9                              | 10                             | 13                             | 14                             | 15                             | 11                             | 11                             | 10                             | 12                             | 11                             | 5                              | 13                             | 13                             | 9                              | 8                              | 8                              | 13                             | 10                             |                                |                                |                                |
| 2008  | Panasonic Toyota Racing | Toyota RVX-09 2.4l V8                  | NU                             | NU                             | 9                              | 11                             | 13                             | 12                             | 4                              | 11                             | 12                             | NU                             | 2                              | 7                              | 9                              | 11                             | 4                              | NU                             | 7                              | 6                              |                                |                                |                                |
| 2009  |                         |                                        | Australia                      | Malezja                        |                                | Bahrajn                        | Hiszpania                      | Monako                         | Turcja                         | Wielka Brytania                | Niemcy                         | Węgry                          | Unia Europejska                | Belgia                         | Włochy                         | Singapur                       | Japonia                        | Brazylia                       |                                |                                |                                |                                |                                |
| 2009  | Panasonic Toyota Racing | Panasonic Toyota Racing RVX-09 2,4l V8 | 19                             | 5                              | 14                             | 2                              | 6                              | 20                             | 13                             | 8                              | 19                             | 14                             | 13                             | 7                              | 16                             | 7                              | 14                             | -                              | -                              |                                |                                |                                |                                |
| 2009  | Panasonic Toyota Racing | Toyota RVX-09 2.4l V8                  | 4                              | 3                              | 7                              | 7                              | 10                             | 10                             | 8                              | 9                              | 9                              | 6                              | 14                             | 10                             | 11                             | 2                              | NW                             | -                              | -                              |                                |                                |                                |                                |
| 2010  |                         |                                        | Bahrajn                        | Australia                      | Malezja                        |                                | Hiszpania                      | Monako                         | Turcja                         | Kanada                         | Unia Europejska                | Wielka Brytania                | Niemcy                         | Węgry                          | Belgia                         | Włochy                         | Singapur                       | Japonia                        | Korea Południowa               | Brazylia                       |                                |                                |                                |
| 2010  | Virgin Racing           | Virgin VR-01                           | 19                             | 21                             | 16                             | 19                             | 21                             | 20                             | 21                             | 21                             | 22                             | 20                             | 23                             | 19                             | 20                             | 24                             | 18                             | 22                             | 19                             | 17                             | 21                             |                                |                                |
| 2010  | Virgin Racing           | Cosworth CA 2010                       | NU                             | NU                             | NU                             | NW                             | 18                             | NU                             | 18                             | NU                             | 18                             | 18                             | 18                             | 16                             | 18                             | 17                             | NU                             | 14                             | NU                             | 20                             | NU                             |                                |                                |
| 2011  |                         |                                        | Australia                      | Malezja                        |                                | Turcja                         | Hiszpania                      | Monako                         | Kanada                         | Unia Europejska                | Wielka Brytania                | Niemcy                         | Węgry                          | Belgia                         | Włochy                         | Singapur                       | Japonia                        | Korea Południowa               | Indie                          |                                | Brazylia                       |                                |                                |
| 2011  | Marussia Virgin Racing  | Virgin MVR-02                          | 21                             | 21                             | 22                             | 22                             | 20                             | 21                             | 22                             | 21                             | 20                             | 20                             | 20                             | 19                             | 21                             | 21                             | 21                             | 21                             | 24                             | 20                             | 24                             |                                |                                |
| 2011  | Marussia Virgin Racing  | Cosworth CA2011                        | NS                             | 16                             | 21                             | NW                             | 19                             | NU                             | 15                             | 21                             | 16                             | 17                             | 17                             | 18                             | 15                             | NU                             | 20                             | 18                             | NU                             | 19                             | NU                             |                                |                                |
| 2012  |                         |                                        | Australia                      | Malezja                        |                                | Bahrajn                        | Hiszpania                      | Monako                         | Kanada                         | Unia Europejska                | Wielka Brytania                | Niemcy                         | Węgry                          | Belgia                         | Włochy                         | Singapur                       | Japonia                        | Korea Południowa               | Indie                          |                                | Stany Zjednoczone              | Brazylia                       |                                |
| 2012  | Marussia F1 Team        | Marussia MR01                          | 20                             | 20                             | 20                             | 23                             | 21                             | 19                             | 21                             | -                              | 20                             | 22                             | 22                             | 20                             | 19                             | 20                             | 18                             | 20                             | 21                             | 21                             | 19                             | 21                             |                                |
| 2012  | Marussia F1 Team        | Cosworth CA2012                        | 14                             | 17                             | 19                             | 19                             | 18                             | 14                             | NU                             | -                              | 18                             | 22                             | 21                             | 15                             | 17                             | 12                             | 16                             | 18                             | 20                             | 14                             | 19                             | 16                             |                                |

### GP2
| Legenda oznaczeń w tabelach wyników Wyświetl szablon na nowej stronie | Legenda oznaczeń w tabelach wyników Wyświetl szablon na nowej stronie                                                                     |
| Oznaczenie                                                            | Wyjaśnienie |
| --------------------------------------------------------------------- | --- |
| Złoty                                                                 | Zwycięzca lub mistrzostwo |
| Srebrny                                                               | 2. miejsce lub wicemistrzostwo |
| Brązowy                                                               | 3. miejsce lub II wicemistrzostwo |
| Zielony                                                               | Ukończył, punktował (w klasyfikacji generalnej, gdy zdobył co najmniej jeden punkt na przestrzeni sezonu, poza trzema powyższymi opcjami) |
| Niebieski                                                             | Ukończył, nie punktował (w klasyfikacji generalnej, gdy nie zdobył co najmniej jednego punktu na przestrzeni sezonu)                      |
| Czerwony                                                              | Nie zakwalifikował się (NZ) |
| Czerwony                                                              | Nie prekwalifikował się (NPK) |
| Różowy                                                                | Nie ukończył (NU) |
| Różowy                                                                | Niesklasyfikowany (NS) (w klasyfikacji generalnej, gdy nie został sklasyfikowany w żadnym wyścigu sezonu)                                 |
| Czarny                                                                | Zdyskwalifikowany (DK) |
| Czarny                                                                | Wykluczony (WYK/EX) |
| Biały                                                                 | Nie wystartował (NW) |
| Biały                                                                 | Kontuzjowany (K/INJ) |
| Biały                                                                 | Wyścig odwołany (OD/C) |
| Bez koloru                                                            | Został wycofany (WYC/WD) |
| Bez koloru                                                            | Nie przybył (NP/DNA) |
| Bez koloru                                                            | Nie brał udziału w treningach (NT/DNP) |
| Bez koloru                                                            | Nie został zgłoszony (–) |
| Pogrubienie                                                           | Start z pole position |
| Kursywa                                                               | Najszybsze okrążenie wyścigu |
| †                                                                     | Nie ukończył, ale jego rezultat został zaliczony ze względu na przejechanie więcej niż 90% dystansu wyścigu.                              |
| *                                                                     | Sezon w trakcie |
| 1/2/3                                                                 | Punktowana pozycja w sprincie kwalifikacyjnym                                                                                             |
| Lista systemów punktacji Formuły 1                                    | |

| Rok  | Zespół               | Wyniki w poszczególnych eliminacjach | Wyniki w poszczególnych eliminacjach | Wyniki w poszczególnych eliminacjach | Wyniki w poszczególnych eliminacjach | Wyniki w poszczególnych eliminacjach | Wyniki w poszczególnych eliminacjach | Wyniki w poszczególnych eliminacjach | Wyniki w poszczególnych eliminacjach | Wyniki w poszczególnych eliminacjach | Wyniki w poszczególnych eliminacjach | Wyniki w poszczególnych eliminacjach | Wyniki w poszczególnych eliminacjach | Wyniki w poszczególnych eliminacjach | Wyniki w poszczególnych eliminacjach | Wyniki w poszczególnych eliminacjach | Wyniki w poszczególnych eliminacjach | Wyniki w poszczególnych eliminacjach | Wyniki w poszczególnych eliminacjach | Wyniki w poszczególnych eliminacjach | Wyniki w poszczególnych eliminacjach | Wyniki w poszczególnych eliminacjach | Punkty | Pozycja |
| ---- | -------------------- | ------------------------------------ | ------------------------------------ | ------------------------------------ | ------------------------------------ | ------------------------------------ | ------------------------------------ | ------------------------------------ | ------------------------------------ | ------------------------------------ | ------------------------------------ | ------------------------------------ | ------------------------------------ | ------------------------------------ | ------------------------------------ | ------------------------------------ | ------------------------------------ | ------------------------------------ | ------------------------------------ | ------------------------------------ | ------------------------------------ | ------------------------------------ | ------ | ------- |
| 2006 |                      | VAL                                  | VAL                                  | SMR                                  | SMR                                  | NÜR                                  | NÜR                                  | ESP                                  | ESP                                  | MON                                  | GBR                                  | GBR                                  | FRA                                  | FRA                                  | HOC                                  | HOC                                  | HUN                                  | HUN                                  | TUR                                  | TUR                                  | ITA                                  | ITA                                  | 58     | 4       |
| 2006 | BCN Competition      | 16                                   | 8                                    | 7                                    | 4                                    | 17                                   | NU                                   | 11                                   | 10                                   | NU                                   | 2                                    | -                                    | -                                    | -                                    | -                                    | -                                    | -                                    | -                                    | -                                    | -                                    | -                                    | -                                    | 58     | 4       |
| 2006 | iSport International | -                                    | -                                    | -                                    | -                                    | -                                    | -                                    | -                                    | -                                    | -                                    | -                                    | 6                                    | 1                                    | 4                                    | 3                                    | 1                                    | 2                                    | 5                                    | 4                                    | 4                                    | NU                                   | NW                                   | 58     | 4       |
| 2007 | iSport International | BHR                                  | BHR                                  | ESP                                  | ESP                                  | MON                                  | FRA                                  | FRA                                  | GBR                                  | GBR                                  | DEU                                  | DEU                                  | HUN                                  | HUN                                  | TUR                                  | TUR                                  | ITA                                  | ITA                                  | BEL                                  | BEL                                  | VAL                                  | VAL                                  | 88     | 1       |
| 2007 | iSport International | 2                                    | 2                                    | 2                                    | 1                                    | 3                                    | NU                                   | NU                                   | NU                                   | NU                                   | 1                                    | 5                                    | 10                                   | NU                                   | 4                                    | 1                                    | 3                                    | 1                                    | 17                                   | NW                                   | 7                                    | 1                                    | 88     | 1       |

## Rekordy
| Rekord                              | Liczba          |
| ----------------------------------- | --------------- |
| Rekord toru Valencia Street Circuit | 1:38.683 (2009) |